# Prača (rzeka)
Prača – rzeka w Bośni i Hercegowinie, lewy dopływ Driny. Jej długość wynosi 61 km.

## Opis
Swe źródła ma na północnym zboczu Jahoriny. Płynie przez południowo-wschodnią Bośnię. Funkcjonuje na niej elektrownia wodna. Do Driny wpada w okolicach miejscowości Ustiprača.
W latach 1906–1974 doliną Pračy przebiegała kolej wąskotorowa z Sarajewa do serbskich Užic.